# Joel Spira (empresario)
Joel Solon Spira (Nueva York, 1 de marzo de 1927 - Springfield, 8 de abril de 2015) fue un inventor y empresario estadounidense, reconocido por haber creado y patentado el primer atenuador de estado sólido para uso en hogares y por haber fundado la compañía Lutron Electronics.

## Biografía

### Primeros años
Spira nació en la ciudad de Nueva York en 1927. Cursó una licenciatura en física de la Universidad de Purdue en West Lafayette, Indiana y en 1948 se convirtió en benefactor de la institución junto con su esposa Ruth.
En los años 1950 trabajó para una empresa aeroespacial, donde se le asignó el desarrollo de un detonador fiable para armas atómicas. Por sugerencia de algunos colegas del laboratorio, recurrió al tiristor, un semiconductor de estado sólido. Durante su investigación reconoció que el dispositivo también podía ser empleado para variar la intensidad de la luz.
En esa época existía un regulador de luz, pero era caro, complicado y requería el uso de grandes reostatos de casi 30 centímetros. Aunque ya había dispositivos de atenuación en uso para la iluminación de los teatros, eran demasiado grandes y voluminosos para ser utilizados en los hogares. Spira manipuló con éxito un tiristor lo suficientemente pequeño como para caber en la caja de la pared del interruptor de luz estándar. A diferencia de los reguladores de luz de los teatros, el dispositivo autónomo de Spira era lo suficientemente pequeño para su aplicación en el hogar.
Renunció a su trabajo en el laboratorio aeroespacial para concentrarse en el perfeccionamiento del dispositivo y más adelante realizó experimentos en una mesa de ping-pong en su apartamento de Riverside Drive que condujeron a un dispositivo capaz de atenuar la iluminación en un hogar o en una oficina.

### Lutron Electronics
Spira se convirtió de esta manera en el creador del primer atenuador de luz de estado sólido que tuvo éxito y solicitó una patente el 15 de julio de 1959. Basándose únicamente en el regulador de voltaje, él y su esposa Ruth Rodale Spira fundaron la Lutron Electronics Company en Coopersburg, Pensilvania en 1961. La empresa privada, cuya sede sigue estando en la actualidad en la misma ciudad, se ha convertido en un fabricante y distribuidor internacional no sólo de reductores de luz, sino también de sistemas motorizados y automatizados para cubrir ventanas, así como de aparatos de iluminación y controles de temperatura. Spira dirigió la empresa durante 54 años y ofició además como presidente de la junta directiva y director de investigación.

### Fallecimiento y legado
Spira falleció en 2015 a la edad de ochenta y ocho años de un ataque al corazón en el municipio de Springfield, Pensilvania. Fue galardonado con el premio ASME Leonardo Da Vinci en 2000 otorgado por la Sociedad Americana de Ingenieros Mecánicos por sus valiosas contribuciones a la rama de la electrónica.